# Dagmar Braun Celeste
Dagmar Ingrid Braun Celeste (* 23. November 1941 in Krems, Österreich) ist eine römisch-katholische österreichisch-US-amerikanische Theologin, die 2002 entgegen dem Kirchenrecht zur  Priesterin geweiht wurde.

## Leben
Celeste studierte Theologie und Politikwissenschaften. Sie unterrichtete an der Kent State University In ihrer Arbeit setzte sie sich für Frauenrechte und die Frauenordination ein. Sie gehörte dem Vorstand der Organisation Women’s Ordination Conference an. Celeste war mit dem US-amerikanischen Politiker Dick Celeste, ehemaliger Gouverneur von Ohio, verheiratet und hat mit ihm sechs Kinder. 1995 ließ sich das Paar scheiden.
Nach ihrer Weihe zur Diakonin wurde sie unter dem Pseudonym Angela White am 29. Juni 2002 zusammen mit den sechs Theologinnen Ida Raming, Christine Mayr-Lumetzberger, Adelinde Theresia Roitinger, Gisela Forster, Pia Brunner und Iris Müller, die in der Folge als Donau Sieben bekannt wurden, auf einem Donau-Schiff zur Priesterin geweiht. Der Heilige Stuhl bezeichnete diesen Akt als ungültig, was von den Frauen bestritten wurde. Da sie die angebliche Nichtigkeit ihrer Weihe nicht anerkannte und bis zum Ablauf einer festgesetzten Bedenkzeit „keine Zeichen der Reue und Umkehr“ zeigte, wurde am 5. August 2002 offiziell festgestellt, dass sie sich die Tatstrafe der Exkommunikation zugezogen habe.

## Schriften
- „We Can Do Together.“ Impressions of a Recovering Feminist First Lady. Kent State University Press, 2002.